# Rudolf Westphal

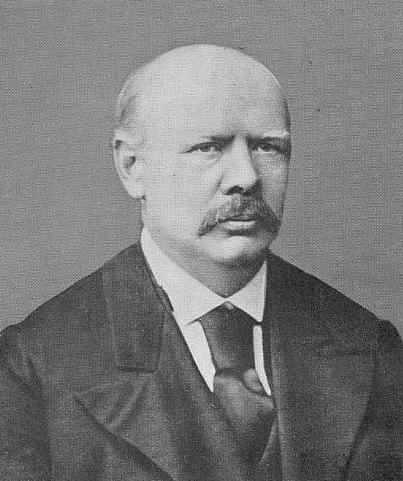
Rudolf Westphal

Rudolf Georg Hermann Westphal (* 3. Juli 1826 in Obernkirchen; † 10. Juli 1892 in Stadthagen) war ein deutscher Klassischer Philologe. Er beschäftigte sich mit Vergleichender Sprachwissenschaft, der antiken Metrik, Grammatik und Musiktheorie.

## Leben
Rudolf Westphal, der Sohn eines Markscheiders, entstammte einer schaumburgischen Gelehrten- und Pastorenfamilie. Nach dem ersten Unterricht bei seinem Vater und der Elementarschule besuchte er ab 1841 das fürstliche Gymnasium zu Bückeburg. Von seinen dortigen Lehrern erhielt er entscheidende Anregungen für seinen weiteren Werdegang. Da aber sein Bückeburger Reifezeugnis in Kurhessen nicht anerkannt worden wäre, wechselte er an das Ernestinum Rinteln. Nach der Reifeprüfung (Ostern 1845) bezog er die Universität Marburg und studierte nach dem Wunsch seiner Eltern Theologie. Während seines Studiums wurde er 1845 Mitglied der Alten Burschenschaft Alemannia Marburg.
Von der Theologie kam Westphal durch die Vorlesungen des Alttestamentlers und Sprachwissenschaftlers Johann Gildemeister zu den Sprachen des Orients. Er lernte Arabisch und Sanskrit, außerdem bei Franz Dietrich Altnordisch, Angelsächsisch, Gotisch sowie keltische und slawische Sprachen. Auf die Klassische Philologie konzentrierte Westphal sein Studium erst 1846, als er den Kommilitonen August Rossbach (1823–1898) kennenlernte. Beide beschäftigten sich mit der antiken Musik und mit vergleichender Sprachwissenschaft, besonders auch mit der Metrik der Avesta, die Westphal als Erster systematisch erklärte.
Westphal und Rossbach schlugen beide die akademische Karriere ein. Sie gingen 1851 gemeinsam an die Universität Tübingen, wo sie 1852 kurz nacheinander promoviert und habilitiert wurden. Ihre Publikationen der folgenden Jahre wurden in der Fachwelt eifrig diskutiert. Westphals Entdeckung des Auslautgesetzes im Gotischen wurde unter anderem von Jacob Grimm bestätigt. Die Universität Tübingen verlieh Westphal 1854 den Titel eines außerordentlichen Professors.
Als August Rossbach 1856 als ordentlicher Professor der Philologie und Archäologie an die Universität Breslau berufen wurde, folgte ihm Westphal. Er hielt als Privatdozent Vorlesungen ab und wurde Ende 1857 zum außerordentlichen Professor ernannt. Bei den Studenten war Westphal beliebt. In der Fachwelt blieben seine Thesen umstritten und eine Berufung auf einen Lehrstuhl zeichnete sich für Westphal nicht ab.
Aus finanziellen Gründen nahm Westphal 1862 seinen Abschied von der Universität und kehrte in sein Elternhaus in Obernkirchen zurück. Er lebte einige Jahre lang als Privatgelehrter und widmete sich ausschließlich seinen Forschungen. Später zog er nach Halle an der Saale, wo eine große Universitätsbibliothek vorhanden war. Hier lernte er den Philologen Wilhelm Studemund (1843–1889) und den Schriftsteller Fritz Reuter kennen, mit denen er seither in engem Verkehr und Austausch stand. 1868 siedelte Westphal nach Jena über, wo er die Philologieprofessoren Conrad Bursian und Moriz Schmidt kennenlernte. Diese vermittelten Westphal 1872 eine Stelle als Gymnasiallehrer an der Ritterschule zu Fellin in Livland. Ein Jahr später wechselte Westphal an das Gymnasium zu Goldingen (Livland), wo er neben dem Unterricht seine Forschungsarbeit fortsetzen konnte.
1874 wurde Westphal an die akademische Abteilung des Kaiserlichen Lyzeums zu Moskau versetzt, wo er Unterricht in griechischer Grammatik und Vergleichender Sprachwissenschaft erteilte. Hier war er zum ersten Mal seit seinem Abschied aus Jena in einer für ihn anregenden kulturellen und akademischen Umgebung. In dieser Zeit gelangte er zu seiner abschließenden These, in der er seine Ansichten zur antiken Metrik und Musik mit der Moderne verband und zu seinem Prinzip des Rhythmus verband. Damit rief er in der Öffentlichkeit zahlreiche Widersprüche hervor, besonders von Musikern wie Anton Rubinstein und Franz Liszt.
Da seine Gesundheit unter dem russischen Klima sehr litt, bemühte sich Westphal, nach Deutschland zurückzukehren. Dies gelang 1881, als seine Mutter durch ein großes Erbe in die Lage gekommen war, für ihren Sohn eine Rente auszusetzen. Westphal nahm in Moskau seinen Abschied und siedelte als Privatgelehrter nach Leipzig über, wo seine Verleger ansässig waren – und eine große Universitätsbibliothek. Hier konzentrierte sich Westphal auf sein letztes großes Werk über den Musiktheoretiker Aristoxenos von Tarent, dessen erster Band 1883 erschien. Nach einem leichten Schlaganfall im Herbst 1883 entschloss sich Westphal, in seine Heimat und in die Nähe seiner Familie zu ziehen. Im Oktober 1884 siedelte er nach Bückeburg über, einige Jahre später in das benachbarte Stadthagen. Hier starb er nach langer Krankheit am 10. Juli 1892.

## Schriften (Auswahl)
- mit August Rossbach: Metrik der griechischen Dramatiker und Lyriker nebst den begleitenden musischen Künsten. 3 Teile in 4 Bänden, Leipzig 1854–1865.
  - 2. Auflage unter dem Titel: Metrik der Griechen im Vereine mit den übrigen musischen Künsten. 2 Bände, Leipzig 1867–1868.
  - 3. Auflage unter dem Titel: Theorie der musischen Künste der Hellenen. 3 Teile in 4 Bänden, Leipzig 1885–1889. Nachdruck Hildesheim 1966.
- Die Fragmente und die Lehrsätze der griechischen Rhythmiker. Leipzig 1861.
- Geschichte der alten und mittelalterlichen Musik. Breslau 1865.
- System der antiken Rhythmik. Breslau 1865.
- Scriptores Metrici Graeci. 1 Band (mehr nicht erschienen), Leipzig 1866.
- Catulls Gedichte in ihrem geschichtlichen Zusammenhange übersetzt und erläutert. Breslau 1867.
- Humoristische Lyrik des klassischen Alterthums. Halle 1868.
- Philosophisch-historische Grammatik der deutschen Sprache. Jena 1869.
- Prolegomena zu Aeschylus Tragödien. Leipzig 1869.
- Methodische Grammatik der griechischen Sprache. 2 Teile in 3 Abteilungen, Jena 1870–1872.
- Theorie der Neuhochdeutschen Metrik. Jena 1870.
- Vergleichende Grammatik der indogermanischen Sprachen, ein Band (mehr nicht erschienen). Jena 1873.
- Allgemeine Theorie der musikalischen Rhythmik seit J. S. Bach auf Grundlage der antiken und unter Bezugnahme auf ihren historischen Anschluß an die mittelalterliche mit besonderer Berücksichtigung von Bachs Fugen und Beethovens Sonaten. Leipzig 1880. Nachdruck Wiesbaden 1968.
- Die Musik des griechischen Alterthumes. Leipzig 1883.
- Aristoxenus von Tarent. Melik und Rhythmik des classischen Hellenenthums. 2 Bände, Leipzig 1883–1893. Nachdruck Hildesheim 1963.
- Catulls Buch der Lieder. Leipzig 1884.
- Allgemeine Metrik der indogermanischen und semitischen Völker auf Grundlage der vergleichenden Sprachwissenschaft. Berlin 1892.